# Camilla Luddington
Camilla Anne Luddington (Ascot, 15 dicembre 1983) è un'attrice britannica naturalizzata statunitense.

## Biografia
Nata ad Ascot, nel Berkshire, ha studiato presso un istituto femminile e successivamente ha frequentato l'American School In England a Thorpe, nella contea di Surrey. 
A 19 anni rimane orfana della madre e così insieme al padre, ai due fratelli maggiori e alla sorella si trasferisce negli Stati Uniti ed inizia a frequentare la Susquehanna University in Pennsylvania. Dopo sei mesi abbandona l'università e si trasferisce alla New York Film Academy. Terminati gli studi, Camilla ritorna in Inghilterra per poi trasferirsi a Los Angeles.
Dopo piccole partecipazioni televisive, ottiene la fama internazionale grazie al ruolo di Kate Middleton nel film TV di Lifetime William & Kate - Una favola moderna.
Nel 2012 partecipa alle quinte stagioni delle serie televisive Californication e True Blood, rispettivamente nei ruoli di tata Lizzie e fata Claudette. Inoltre, viene annunciata l'entrata della Luddington nel cast della nona stagione di Grey's Anatomy.
La Luddington ha inoltre prestato voce a Lara Croft nel videogioco Tomb Raider, sviluppato da Crystal Dynamics e commercializzato nel 2013, e nel suo sequel Rise of the Tomb Raider uscito nel 2015 su Xbox One e l'anno successivo su PS4.
Al momento è impegnata come la dottoressa Jo Wilson nella serie tv Grey's Anatomy.

## Filmografia

### Attrice

#### Cinema
- The Pact 2, regia di Dallas Richard Hallam e Patrick Horvath (2014)
- Quello che veramente importa (The Healer), regia di Paco Arango (2016)

#### Televisione
- The Forgotten – serie TV, episodio 1x14 (2010)
- CSI - Scena del crimine (CSI: Crime Scene Investigation) – serie TV, episodio 10x21 (2010)
- Il tempo della nostra vita (Days of Our Lives) – soap opera, episodio 11.379 (2010)
- Big Time Rush: Big Time Concert, regia di Savage Steve Holland – film TV (2010)
- The Defenders – serie TV, episodio 1x12 (2011)
- William & Kate - Una favola moderna (William & Kate: The Movie), regia di Mark Rosman – film TV (2011)
- Amici di letto (Friends with Benefits) – serie TV, episodio 1x12 (2011)
- Californication – serie TV, 10 episodi (2012)
- True Blood – serie TV, 6 episodi (2012)
- Grey's Anatomy – serie TV, 228 episodi (2012-in corso) – Dr. Jo Wilson

### Doppiatrice
- Tomb Raider – videogioco (2013)
- Infinite Crisis – videogioco (2015)
- Rise of the Tomb Raider – videogioco (2015)
- Justice League Dark, regia di Jay Oliva (2017)
- Shadow of the Tomb Raider – videogioco (2018)

## Doppiatrici italiane
Nelle versioni in italiano dei suoi film, Camilla Luddington è stata doppiata da:
- Francesca Manicone in William & Kate - Una favola moderna
- Ilaria Latini in Grey's Anatomy
- Valentina Mari in Californication
- Laura Amadei in True Blood
- Jolanda Granato in Quello che veramente importa

Da doppiatrice è sostituita da:
- Benedetta Ponticelli in Tomb Raider, Rise of the Tomb Raider, Shadow of the Tomb Raider